# Channa orientalis
Cá lóc Tích Lan (Danh pháp khoa học: Channa orientalis) là một loài cá lóc thuộc họ Channidae, bản địa tây nam Sri Lanka.
Tại một số khu vực người ta cho răgf nó cũng có mặt, tuy nhiên đó là nhận dạng nhầm, thường là với phức hợp loài C. gachua.

## Đặc điểm

### Phần đầu
Đầu dẹp bằng cao, chiều dài đầu nhỏ hơn 1,5 lần chiều cao đầu. Rạch miệng xiên nhiều, kéo dài về sau tới hoặc quá viền sau mắt 1 ít. Lưỡi dẹp, hình tam giác dài, mút hơi tròn, 2 bên bằng thẳng. Đầu dẹp bằng thấp, chiều dài đầu lớn hơn 2 lần chiều cao đầu. Miệng hình cung sâu và hẹp, chiều dài lớn hơn chiều rộng. Rạch miệng xiên ít, kéo dài về sau tới ngang giữa mắt hoặc chưa tới viền sau mắt. Lưỡi dẹp, mút hơi nhọn dạng hình mũi mác, có eo thắt ngang ở giữa. Rạch miệng kéo dài về sau quá viền sau mắt một khoảng bằng đường kính mắt. 

### Phần thân
Khởi điểm vây lưng sau khởi điểm vây bụng. Khởi điểm vây bụng tới vây hậu môn nhỏ hơn tới điểm đầu của màng mang 2 bên nối liền. Vẩy đường bên 42 - 46 chiếc. Vây lưng và vây hậu môn ở sát viền ngoài có 1 sọc dọc ngang đen đậm rõ ràng. Vây lưng, vây hậu môn và vây đuôi có viền ngoài màu đỏ hồng hoặc vàng (khi cá chết viền biến thành màu trắng). Chúng có 2 vây bụng, đường bên có 40-50 vẩy, không liên tục, gẫy khúc ở giữa. Vây lưng, vây đuôi và vây hậu môn có viền ngoài cùng màu đỏ hồng và ánh vàng. Vây lưng có 33-35 tia và vây hậu môn có 22-23 tia.

## Phân loại
Trước đây, tại Việt Nam người ta cho rằng loài này có phân bố ở vùng núi, trung du và đồng bằng giáp núi, phân bố ở các tỉnh thuộc Nam Bộ, Tây Nguyên và Nam Trung Bộ. Tuy nhiên, ngay cả khi đó người ta vẫn tranh cãi về việc có tồn tại hay không loài này ở Việt Nam.
Cho tới thời điểm năm 2017 tại Việt Nam người ta không thống nhất trong việc định loại loài cá này. Một số tác giả cho rằng nhóm cá chành dục trên thế giới ghi nhận có 2 loài là: Cá chành dục Channa orientalis Bloch & Schneider, 1801 ở Đông Ấn Độ và Cá chòi Ophiocephalus gachua Hamilton, 1822 = Channa gachua (Hamilton, 1822) ở khu vực sông Hằng - Ấn Độ và cho rằng ở Việt Nam có cả hai loài trên, nhưng đặc điểm phân loại và vùng phân bố không rõ ràng nên khó sử dụng.
Một số tác giả khác lại cho là chỉ có một loài là Channa orientalis Bloch & Schneider, 1801 và cho rằng danh pháp Channa gachua (Hamilton, 1822) là tên đồng vật (synonym) của Channa orientalis và như thế ở Việt Nam chỉ có loài Channa orientalis (với Channa gachua là tên đồng vật).
Nghiên cứu năm 2017 của Cecilia Conte-Grand et al. cho thấy cho tới khi đó người ta nhận dạng sai C. gachua tại khu vực Ấn Độ như là C. orientalis. Theo các tác giả thì C. orientalis là loài không có vây bụng và chỉ phân bố hạn hẹp tại Sri Lanka. Ngoài ra, C. gachua là một phức hợp loài, với C. gachua thực sự có phân bố ở phía tây các dãy núi Chin Hills và dãy núi Arakan phân chia Ấn Độ với Myanmar còn quần thể phía đông ranh giới này là C. limbata và chúng không có quan hệ họ hàng gần. Ngoài ra, quần thể tại Sri Lanka trước đây được coi là C. gachua thì có danh pháp là C. kelaartii. Theo quan điểm này thì tại Việt Nam không có cả C. orientalis lẫn C. gachua mà chỉ có C. limbata (tách ra từ C. gachua).